# 亨特 (密蘇里州)
亨特（英語：Hunter）是位於美國密蘇里州卡特縣的普查規定居民點。

## 歷史
亨特的郵局於1889年設立，其後於1976年停運。

## 人口
根據2020年美國人口普查的數據，亨特的面積為9.42平方千米，皆為陸地。當地共有人口43人，而人口密度為每平方千米4.56人。